# Joaquim Roriz Neto
Joaquim Domingos Roriz Neto (Brasília, 06 de novembro de 1991), é Deputado distrital eleito, para o seu primeiro mandato, é filiado ao Partido Liberal (PL).
Joaquim Roriz Neto é filho da ex-deputada federal Jaqueline Roriz e neto do ex-governador do Distrito Federal, Joaquim Roriz.